# Ce que vivent les roses
Pour le téléfilm américain, voir Ce que vivent les roses (1997). Pour le téléfilm français, voir Ce que vivent les roses (téléfilm, 2017).
Ce que vivent les roses (Let Me Call You Sweetheart) est un roman policier américain de Mary Higgins Clark paru en 1995.

## Résumé
Pourquoi un chirurgien esthétique donnerait-il à des femmes vivantes le visage d'une morte ? Cette question intrigue Kerry McGrath. Dans la salle d'attente du Dr Smith, elle a reconnu à deux reprises, et sur deux patientes différentes, des traits qui lui sont étrangement familiers. Ceux de Suzanne Reardon, une jeune beauté assassinée dix ans plus tôt. Procureur-adjoint à l'époque, Kerry avait contribué à faire condamner le mari de la victime. Aujourd'hui, alors qu'elle est sur le point d'être nommée juge, elle veut faire rouvrir le dossier. Curieusement, personne ne semble y tenir.
Kerry ne se doute pas qu'elle vient de s'engager dans la plus surprenante et la plus périlleuse des enquêtes, mettant en danger sa propre vie, mais aussi celle de sa fillette.
Construit avec la précision d'une mécanique d'horlogerie, le nouveau roman de Mary Higgins Clark est une véritable machine infernale. D'une terrifiante efficacité.

## Personnages principaux
- Kerry McGrath
- Geoff Dorso
- Jimmy Weeks
- Dr Smith
- Susan Reardon

## Adaptation
- 1997 : Ce que vivent les roses (Let Me Call You Sweetheart), téléfilm américain réalisé par Bill Corcoran, avec Meredith Baxter

- 2017 : Ce que vivent les roses, téléfilm français réalisé par Frédéric Berthe.